# Базыкино (Московская область)
Базыкино — деревня в Сергиево-Посадском городском округе Московской области, в составе муниципального образования Сельское поселение Шеметовское (до 29 ноября 2006 года входила в состав Константиновского сельского округа).

## Население
| 2002 | 2006 | 2010 |
| ---- | ---- | ---- |
| 8    | ↗10  | →10  |

## География
Базыкино расположено примерно в 32 км (по шоссе) на север от Сергиева Посада, на безымянном притоке реки Перемойка (левый приток реки Дубны), высота центра деревни над уровнем моря — 210 м.